# روزی روزگاری در چین
روزی روزگاری در چین (انگلیسی: Once Upon a Time in China) یک فیلم سینمایی هنگ کنگی رزمی به کارگردانی و نویسندگی تسوی هارک با بازی جت لی درنقش وانگ فی-هونگ که درسال ۱۹۹۱ منتشر شد.
این فیلم سینمایی اولین قسمت از سری فیلم‌های روزی روزگاری در چین می‌باشد. این فیلم ۶ قسمت دارد.

## داستان
داستان فیلم در اواخر قرن نوزدهم اتفاق افتاده و مقاومت استاد افسانه ای هنرهای رزمی «وانگ فی-هونگ» را در مقابل نیروهای خارجی به تصویر می‌کشد…

## بازیگران
- جت لی
- یوئن بیائو
- جکی چیانگ
- روزاموند کوآن
- کنت چنگ
- سیمون یام
- جیمی وانگ یو
- وو ما
- شی کی‌ین
- هانگ یان-یان[۱][۲]